# Panzerschreck
El Panzerschreck (literalment: «espantatancs») era el nom popular de la Raketenpanzerbüchse (abreviat RPzB), un llançacoets antitancs de calibre 88 mm sense retrocés, de múltiples usos, dissenyat en l'Alemanya Nazi durant la Segona Guerra Mundial. Un altre sobrenom popular per a aquesta, també popular arma, era Ofenrohr («Tub de Xemeneia»).
El Panzerschreck va ser dissenyat com a armament antitancs lleuger, per a la infanteria. L'arma era disparada des de l'espatlla, i disparava un coet de càrrega buida, capaç de penetrar i danyar a quasi tots els tancs aliats del moment. Va ser produït en números més petits que el Panzerfaust, el qual tenia la característica de ser una arma amb un retrocés molt reduït o quasi nul, quan disparava la seva letal carrega buida. Realment era una copia allargada del llançacoets antitancs americà, el Bazooka.

## Història

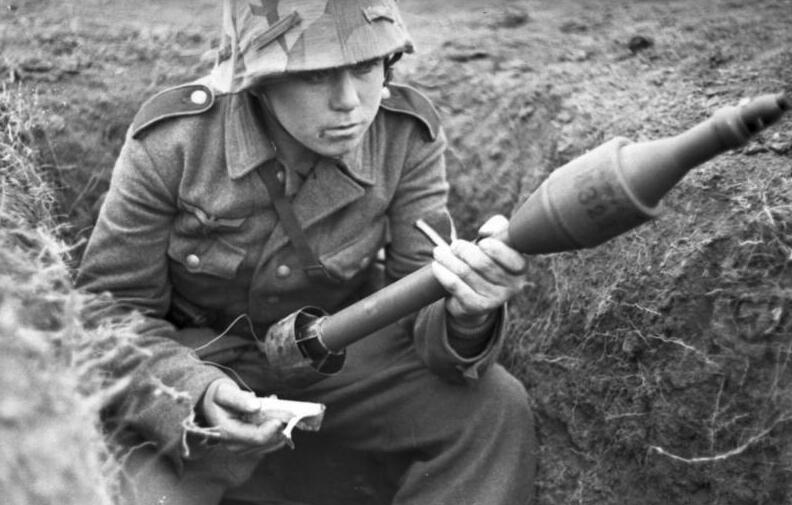
Un soldat alemany, amb un coet HEAT RPzB. Gr. 4322, utilitzat en el Panzerschreck.

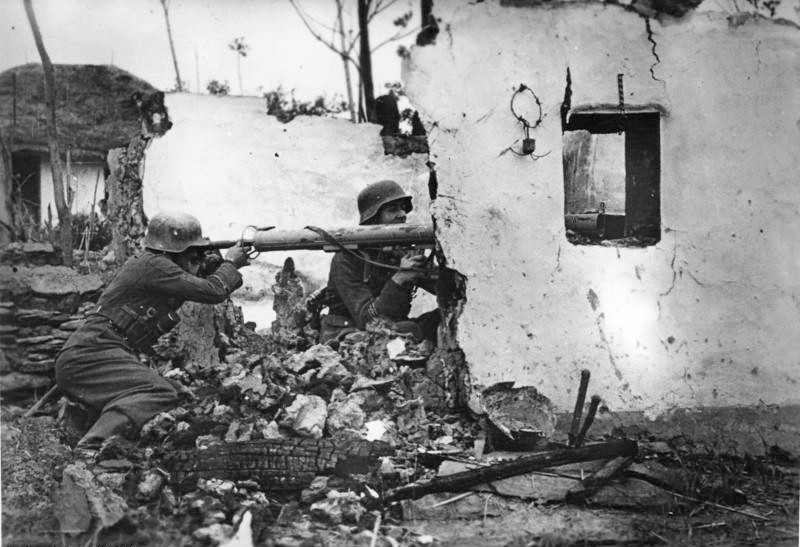
Soldats alemanys de la divisió Panzer-Grenadier-Division Großdeutschland, preparant una emboscada en el front oriental amb un llançacoets Panzerschreck en 1944.

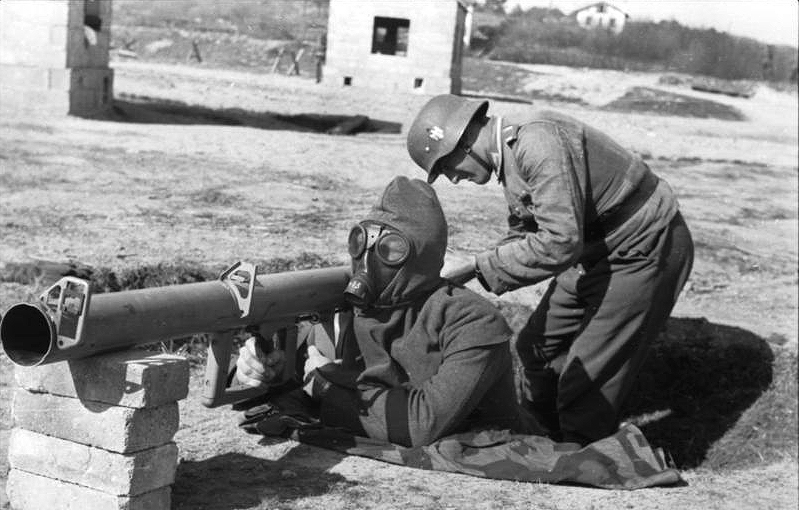
Un operador del RPzB 43, amb màscara de protecció i ponxo.

El Panzerschreck va ser desenvolupat com una copia dels bazookas d'origen estatunidenc. Van ser capturats tant en 1942, en el front oriental, de les forces soviètiques, que van rebre una carrega d'aquests, i en Tunis, de les forces americanes en Febrer de 1943.Ela bazookas americans, que van ser els estimulants per als llançacoets antitancs Faustpatrone i el seu successor, el Panzerfaust, que utilitzaven carregues HEAT. El Panzerschreck era més gran i pesant que la seva contrapart americana, però era bastant més potent, ja que disparava uns projectils de 88 mm, comparats amb els 60 mm dels Bazookas, el que, òbviament, va causar que el Panzerschreck fos més potent que el Bazooka, però també fes més fum al disparar i fos més fàcil de localitzar.
El calibre 88 mm va ser seleccionat, perquè ja existia el RPzB. Gr. 4312, per als 8.8 cm Raketenwerfer 43, i van ser re utilitzats per als Panzerschrecks. El coet no va ser canviat respecte als que es llançaven en els Raketenwerfer 43 però es va haver de canviar tot el sistema de dispar, dles 490 mm als 650 mm, per culpa del sistema de dispar del coet, ja que el Raketenwerfer 43” tenia un sistema de detonació per percussió, però el Panzerschreck, utilitzava un sistema de foc elèctric, i es va crear el coet estàndard, RPzB. Gr. 4322. Altres municions es van desenvolupar durant la guerra, incloent els coets inerts, els coets de pràctiques amb una carrega inutilitzada i la munició estàndard amb un sistema de contacte millorat.
El primer model va ser el RPzB 43, que tenia una llargada de 164 cm (1640 mm) i un pes d'uns 9,25 kg (quan estava sense carregar). Els operadors dels RPzB 43 havien de portar uns ponxos especials i unes caretes antigàs sense filtre per protegir-se de la flamarada i calor del coet quan aquest era disparat. En octubre de 1943, es va crear el RPzB 54, el que estava equipat amb un escut per protegir-se de la flamarada i el calor, encara que es va augmentar el seu pes a uns 11 kg (sense carregar). El següent prototip era el RPzB 54/1, el qual tenia un coet millorat, un canó més curt, i una distància operativa augmentada a uns 180 metres.
Disparar el RPzB generava molt fum, tant en la boca del canó com la part de darrere de l'arma. Per el tub de l'arma, i el fum que produïa, els alemanys li van posar el nom de Ofenrohr ("Tub de Xemeneia"). Això també significava que els equips de Panzerschreck, quan disparaven, es veia la seva posició a causa del fum, i normalment, els feia objectius fàcils, i per això, es va adoptar la tàctica de disparar i canviar de posició. Aquest sistema també els va fer problemàtics per disparar des de llocs tancats (com búnquers o cases), ja que emplenava la sala de fums tòxics i revelava la posició de dispar immediatament.
El Panzerschreck podia penetrar 100 mm de blindatge utilitzant les primeres versions de coets, i 160 mm de blindatge utilitzant els coets de finals de la guerra, per als quals eren necessaris l'escut RPzB 54. Al final de la guerra, els alemanys van utilitzar una doctrina d'equips Panzerschreck i/o Panzerfaust, en trinxeres separades per no més de 115 metres. En aquest tipus de defensa, els tancs atacants tindrien que enfrontant-se a diverses armes antitancs en no més de 69 metres. Els equips antitancs estaven instruïts per a disparar a les parts on tenien menys blindatge o a la part de darrere si era possible. Les forces blindades aliades van afegir blindatge addicional per protegir els seus tancs, coses com sacs de sorra, erugues, etc, per protegir-se de la munició HEAT. La majoria de la seva protecció tenia pocs resultats, i feia que els motors, les transmissions i altres parts dels vehicles destinades al moviment dels vehicles, es fessin malbé més d'hora. Un altre defensa, va ser afegir petites planxes de metall o altres coses, per protegir el tanc, tal com feien els alemanys amb les seves planxes auxiliars Schürzen, que eren planxes de blindatge espaiat.
Els Panzerschrecks van tindre uns resultats tan bons en combat, que van causar que els Bazookas fossin re dissenyats després de la guerra. Una versió més gran, de 90 mm va ser adoptada, el M20 Super Bazooka. Encara que era bastant semblant als Panzerschrecks, el M20 tenia una distància efectiva més gra, més penetració era un 20% més lleuger que el Panzerschreck.
En 1944, Alemanya va subministrar Panzerschrecks a Finlàndia, els quals van ser utilitzats de manera molt efectiva contra els tancs soviètics. En una batalla, uns soldats finesos, van destrossar 25 tancs russos. El nom finés per al Panzerschreck era Panssarinkauhu (una traducció literal del seu nom en alemany). Una nova arma finesa va ser desenvolupada després de la guerra, seguint les línies dels Panzerschrecks, el 55 S 55.

## Usuaris
- Alemanya Nazi
- Finlàndia[12]
- Regne d'Hongria[12][13]
- República Social Italiana[12]
- Segona República Polonesa, per la Resistència polonesa.[12]
- Regne de Romania[12][14]
- URSS[12]

## Links
- German 88mm "Panzerschrek"
- World War II Finnish Manual on Panzerschreck Arxivat 2007-10-17 a Wayback Machine.